# ۲۱ درس برای قرن ۲۱
۲۱ درس برای قرن بیست و یک کتابی است که توسط نویسنده پرفروش یووال نوح هراری نوشته شده‌است و در اوت ۲۰۱۸ توسط اسپیگل و گرا در ایالات متحده و توسط جاناتان کیپ در انگلستان منتشر شده‌است.
با توجه به گذشته دور در انسان خردمند: تاریخچه مختصری از انسان (۲۰۱۱) و با آینده دور در انسان خداگونه: تاریخچه مختصری از فردا (۲۰۱۶)، هاراری در ۲۱ درس بر زمان حال تمرکز کرده‌است. در مجموعه‌ای از مقالات آزاد، بسیاری بر اساس مقالاتی که قبلاً منتشر شده‌است، تلاش می‌کند تا مشکلات تکنولوژیکی، سیاسی، اجتماعی و وجودی که انسان‌ها با آن روبرو هستند، حل کند.

## برگردان به فارسی
- بیست و یک درس برای قرن ۲۱ - برگردان: نیک گرگین - نشر اینترنتی در تلگرام[۴] - خوانش کتاب صوتی: فرهاد ارکانی
- بیست و یک درس برای قرن ۲۱ - برگردان سودابه قیصری - نشر روزنه[۵] - ۱۳۹۷